# Curling na Zimskih olimpijskih igrah 2002
Tekmovanja iz curlinga na XIX. zimskih olimpijskih igrah so potekala od 11. do 18. februarja v Ogdenu, Utah.

## Moški
| Medalja | Ekipa                                                                                          |
| ------- | ---------------------------------------------------------------------------------------------- |
| Zlato   | Norveška (Torger Nergård, Bent Ånund Ramsfjell, Flemming Davanger, Lars Vågberg, Pål Trulsen)  |
| Srebro  | Kanada (Ken Tralnberg, Don Walchuk, Carter Rycroft, Don Bartlett, Kevin Martin)                |
| Bron    | Švica (Marco Ramstein, Christof Schwaller, Markus Eggler, Damian Grichting, Andreas Schwaller) |

## Ženske
| Medalja | Ekipa                                                                                             |
| ------- | ------------------------------------------------------------------------------------------------- |
| Zlato   | Združeno kraljestvo (Margaret Morton, Rhona Martin, Deborah Knox, Fiona MacDonald, Janice Rankin) |
| Srebro  | Švica (Nadia Röthlisberger, Luzia Ebnöther, Laurence Bidaud, Tanya Frei, Mirjam Ott)              |
| Bron    | Kanada (Julie Skinner, Georgina Wheatcroft, Kelley Law, Diane Nelson, Cheryl Noble)               |